# Гонадотропин хорионический (лекарственное средство)
Гонадотропи́н хориони́ческий — лекарственное средство, гормональный препарат, выделяемый из мочи беременных женщин. Оказывает лютеинизирующее и фолликулостимулирующее действие.
В России продаётся препарат ХГ производства Московского эндокринного завода под непатентованным названием, а также препарат:
- Прегнил (Pregnyl®) фирмы Organon,
- Профази (Profasi®) фирмы INDUSTRIA FARMACEUTICA SERONO,
- Хорагон (Choragon®) фирмы Ferring.

## Фармакологическое действие
Стимулирует синтез половых гормонов в яичниках и тестикулах, овуляцию, сперматогенез, обеспечивает функцию жёлтого тела; стимулирует развитие половых органов и вторичных половых признаков.

## Показания
Гипофункция половых желез (обусловленная нарушением деятельности гипоталамуса и гипофиза). У женщин: дисменорея, дисфункция яичников, ановуляторное бесплодие, недостаточность желтого тела (при наличии эстрогенной функции яичников), «суперстимуляция» при проведении вспомогательных репродуктивных методик, привычное невынашивание беременности, угрожающий самопроизвольный выкидыш. У мужчин: генетические нарушения: гипогенитализм, евнухоидизм; гипоплазия тестикул, крипторхизм; адипозогенитальный синдром, гипофизарный нанизм, половой инфантилизм; олигоастеноспермия, азооспермия.

## Противопоказания
Гиперчувствительность, рак яичников, опухоль гипофиза; андрогензависимые опухоли; гипотиреоз, надпочечниковая недостаточность, гиперпролактинемия; дисгенезия гонад, раннее наступление менопаузы, непроходимость маточных труб, тромбофлебит, период лактации.

### C осторожностью
Подростковый возраст, ишемическая болезнь сердца, артериальная гипертензия, хроническая почечная недостаточность, бронхиальная астма, мигрень

## Побочные действия
Местные реакции (болезненность в месте введения, гиперемия), головная боль, повышенная утомляемость, раздражительность, тревожность, депрессия; аллергические реакции; подавление гонадотропной функции гипофиза. У женщин при комбинированном лечении бесплодия (в сочетании с менотропинами или кломифеном) — синдром гиперстимуляции яичников (киста яичников с опасностью их разрыва, появление жидкости в брюшной и грудной полостях). У мужчин — задержка жидкости, отёки, повышенная чувствительность сосков молочных желез, гинекомастия, увеличение тестикул в паховом канале (при крипторхизме).

## Способприменения и дозы
Внутримышечно.
Женщинам для индукции овуляции — одномоментно 5-10 тыс. МЕ, для стимуляции функции желтого тела — 1.5-5 тыс. МЕ на 3-6-9 дни после овуляции. Для осуществления «суперовуляции» в ходе проведения вспомогательных репродуктивных мероприятий — до 10 тыс. МЕ однократно после индукции роста множественных фолликулов, чего достигают в результате стимуляции по установленной схеме. Забор яйцеклетки производят через 34-36 ч после введения. При привычном невынашивании беременности введение начинают сразу после того, как диагностирована беременность (но не позднее 8 нед) и продолжают до 14 нед беременности включительно: в 1 день — 10 тыс. МЕ, далее по 5 тыс. МЕ 2 раза в неделю. При угрозе самопроизвольного выкидыша (если симптомы появились в первые 8 нед беременности) — 10 тыс. МЕ первоначально, затем по 5 тыс. МЕ 2 раза в неделю до 14 нед беременности включительно.
При задержке полового развития мальчиков — по 3-5 тыс. МЕ раз в неделю, в течение не менее 3 мес.
Для мужчин — 0.5-2 тыс. МЕ 1 раз в сутки 2-3 раза в неделю, в течение 1.5-3 мес. При гипогонадотропном гипогонадизме — 1.5-6 тыс. МЕ (в комбинации с менотропинами) 1 раз в неделю. С целью дифференциальной диагностики крипторхизма и гипогонадотропного гипогонадизма — однократно, 5 тыс. МЕ. При крипторхизме: в возрасте до 6 лет — 0.5-1 тыс. МЕ 2 раза в неделю, в течение 6 нед; старше 6 лет — 1.5 тыс. МЕ 2 раза в неделю, в течение 6 нед. При идиопатической нормогонадотропной олигоспермии — 5 тыс. МЕ еженедельно в течение 3 мес вместе с менотропинами. При олигоспермии и астеноспермии, обусловленных относительной андрогенной недостаточностью, — 2.5 тыс. МЕ каждые 5 дней или 10 тыс. МЕ 1 раз в 2 нед в течение 3 мес.

## Особые указания
У мужчин неэффективен при высоких содержаниях ФСГ. Длительное введение может привести к образованию антител к препарату. Повышает вероятность возникновения многоплодной беременности. Возможны ошибочные результаты при применении теста для определения беременности во время лечения препаратом и в течение 7 дней после отмены.

## Форма выпуска
Лиофилизированный порошок в ампулах по 1500 или 5000 МЕ и растворитель для внутримышечных инъекций в картонной коробке по 5 штук.

## Препараты рекомбинантного хорионического гонадотропина человека
Хорионический гонадотропин альфа, который производится при помощи рекомбинантной ДНК технологии, обладает той же последовательностью аминокислот, что и хорионический гонадотропин человека, который экскретируется с мочой.
Фармакологический препарат Овитрель (Ovitrelle®) фирмы Мерк Сероно содержит хорионический гонадотропин альфа (ХГ альфа), который связывает рецепторы ЛГ на поверхности клеток яичника. В результате этого взаимодействия происходит инициирование мейоза ооцитов, стимулируется разрыв фолликулов (овуляция), осуществляется формирование жёлтого тела, а также синтез прогестерона и эстрадиола жёлтым телом. Форма выпуска фармакологического препарата Овитрель представляет собой бесцветный стеклянный шприц с иглой для подкожных инъекций, закрытой защитным колпачком с резиновой прокладкой, 0,5 мл раствора для подкожного введения содержит 250 мкг (6500 МЕ) хорионического гонадотропина альфа. В свою очередь, шприц упакован в пластиковый контейнер, помещенный в картонную упаковку.

## ХГ как БАД для снижения веса
Иногда рекламировался в качестве средства для снижения веса. Однако исследования показали полную неэффективность такого использования. Начиная с 08.12.2012, в США лекарства и пищевые добавки, содержащие HCG, находятся под запретом.